# The Cosmic Man
The Cosmic Man è un film statunitense del 1959, diretto da Herbert S. Greene, con John Carradine.
È un film di fantascienza che narra di un extraterrestre che, proprio all'inizio dell'era spaziale, giunge sulla Terra portando un messaggio di pace e comprensione interplanetaria, solo per scontrarsi con i militari. The Cosmic Man fu realizzato da Futura Productions Inc. e venne distribuito negli Stati Uniti da Allied Artists e nel Regno Unito da Associated British-Pathé.

## Trama
Dalle stazioni radar delle Forze armate statunitensi, in California, viene rivelata la presenza di un UFO, che ha la proprietà di viaggiare ad una velocità troppo elevata per non disintegrarsi nell'atmosfera terrestre. Poco dopo i Rangers segnalano ai militari che nella località di Stone Canyon è stato avvistato uno strano oggetto volante. Il colonnello Matthews accorre, insieme al noto astrofisico dott. Sorensen, un civile associato all'operazione: l'oggetto non identificato è una non grossa sfera chiara, che staziona librandosi nell'aria a pochi metri dal suolo.
Mentre viene organizzato il blocco dell'accesso alla località e si formano le prime ipotesi sulla natura della sfera, comincia a manifestarsi la diversità delle vedute fra i militari, che sospettano trattarsi di un'arma segreta, e gli scienziati, che sospendono il giudizio in attesa di compiere ulteriori studi.
Nonostante venga proclamato il segreto militare sull'avvenimento, la voce comincia a spargersi, e, nella notte molti abitanti della vicina cittadina, notando una presenza estranea, telefonano allarmati alla polizia temendo una invasione. Nell'attesa di decidere quale comportamento adottare, viene istituito un quartier generale, del quale fanno parte il colonnello Matthews con altri militari, e il dottor Sorensen con un suo aiutante, nell'albergo montano vicino al canyon, gestito dalla vedova Kathy, che vi vive col figlio Ken, un brillante ragazzino appassionato di astrofisica, che è costretto su una sedia a rotelle, e a cui i medici hanno pronosticato pochi mesi di vita. Sorensen ipotizza che una qualche entità, un uomo del cosmo, dall'intelligenza superiore, sia in qualche modo fuoriuscito dalla sfera, che pure non presenta nessuna possibile apertura, anche perché scopre che qualcuno si è introdotto nel suo laboratorio, e ha corretto l'errore in una teoria fisica che egli stava sviluppando.
Intanto all'albergo di Kathy si presenta un uomo, le cui fattezze sono celate dall'impermeabile col bavero alzato, dal cappello calcato sulla fronte e dagli occhiali scuri, che dice a Kathy di essere uno scienziato, atteso da Sorensen, e si fa assegnare una stanza.
Nella notte successiva, l'uomo del cosmo si manifesta sotto forma di una ombra scura, nell'albergo, dove sono riuniti militari e scienziati, e dice di essere un cosmonauta fra i tanti appartenenti ai diversi nuclei abitati dell'universo, giunto sulla Terra, non primo né ultimo visitatore, senza alcuna intenzione bellicosa, ma per motivi di studio, dei quali non ritiene inopportuno fare menzione. I militari sparano all'ombra, senza alcun risultato.
Più avanti, nella stessa notte, Kathy scopre che, nella camera del figlio c'è lo scienziato che aveva in precedenza preso alloggio nell'albergo, e che stava ora giocando con Ken a scacchi, gioco che il ragazzino gli aveva appena insegnato.
Intanto i militari, esonerato Sorensen dalla collaborazione, hanno deciso di distruggere la sfera, e solo allora sorge in Kathy il dubbio, che confida all'astrofisico, che il misterioso scienziato non sia altri che l'uomo del cosmo. Irrompono nella sua stanza, che però trovano vuota. Kathy scopre allora che anche il figlio Ken è scomparso: si precipitano dunque allo Stone Canyon, e fanno interrompere le operazioni di distruzione della sfera che i militari avevano intrapreso. Compare l'uomo del cosmo, con Ken in braccio, addormentato. Egli depone il ragazzo per terra, e viene risucchiato dalla sfera, che svanisce.
Ken si risveglia, e, fra la meraviglia di tutti, raggiunge, camminando, completamente guarito, la madre.